# Tynanthus sastrei
Tynanthus sastrei là một loài thực vật có hoa trong họ Chùm ớt. Loài này được A.H.Gentry miêu tả khoa học đầu tiên năm 1980.